# Qāẕī Kand
Qāẕī Kand (persiska: قاضی كند, قاضيكَندی, Qāẕīkandī) är en ort i Iran.   Den ligger i provinsen Östazarbaijan, i den nordvästra delen av landet, 300 km nordväst om huvudstaden Teheran. Qāẕī Kand ligger 1 706 meter över havet och antalet invånare är 138.
Terrängen runt Qāẕī Kand är kuperad söderut, men norrut är den platt. Runt Qāẕī Kand är det ganska glesbefolkat, med 40 invånare per kvadratkilometer. Närmaste större samhälle är Āq Kand, 5,9 km sydost om Qāẕī Kand. Trakten runt Qāẕī Kand består i huvudsak av gräsmarker.